# Tróitskaya (Krasnodar)
Tróitskaya (del ruso: Троицкая) es una stanitsa del raión de Krymsk del krai de Krasnodar, en Rusia. Está situada en los arrozales bañados por los distributarios del delta del Kubán, en la orilla izquierda de su curso principal, 25 km al norte de Krymsk y 72 km al oeste de Krasnodar. Tenía 6 786 habitantes en 2010
Es cabeza del municipio Troitskoye, al que pertenecen asimismo Mogukorovski, Kuvichinski y Západni.

## Historia
La stanitsa fue fundada en 1865 con el nombre de Psebedajovskaya (de la denominación del aul circasiano previo Psebedaj, y dos años después, en 1867 recibió su nombre actual. En 1878 se construyó la primera escuela, para los hijos de los cosacos. En 1880 contaba con 1 471 habitantes, aunque poco después una epidemia de malaria prácticamente redujo la población a la mitad. Campesinos de otros lugares fueron forzosamente trasladados a Tróitskaya, y en 1889 con esta mano de obra se finalizaron los trabajos de encauzamiento del Kubán para evitar inundaciones que produjeran epidemias semejantes. En 1905 se erigió la primera iglesia de ladrillo, con campanario.
El 21 de febrero de 1918 fue establecido en la stanitsa el poder soviético. Sin embargo, a finales de agosto de ese año fue ocupada por las tropas blancas, no siendo liberada hasta el 20 de marzo de 1920. Más tarde, durante la Gran Guerra Patria fue ocupada por las tropas alemanas el 13 de agosto de 1942 y liberada por el ejército soviético en marzo de 1943. El 22 de agosto de 1953 su municipio entra en el raión de Krymsk y en 1960 se construye el hospital. El 21 de diciembre de 1964 es abierta la primera y única fábrica de yodo de Rusia, para explotar los yacimientos del subsuelo, rico además en petróleo y gas natural, arenas y arcillas.

## Demografía
| 2002  | 2010  |
| ----- | ----- |
| 6 396 | 6 786 |

### Composición étnica
De los 6 396 habitantes que había en 2002, el 91.3 % era de etnia rusa, el 2.4 % era de etnia armenia, el 2.3 % era de etnia ucraniana, el 1.2 % era de etnia tártara, el 0.7 % era de etnia gitana, el 0.5 % era de etnia bielorrusa, el 0.4 % era de etnia alemana, el 0.1 % era de etnia azerí, el 0.1 % era de etnia alemana, el 0.1 % era de etnia adigué y el 0.1 % era de etnia georgiana

## Economía y transporte
En los alrededores el principal cultivo es el arroz. Unos kilómetros al sur de la población se halla un importante yacimiento de aguas y un embalse que abastece a Krymsk, Novorosíisk y Gelendzhik. La empresa es la quinta distribuidora de aguas minerales de Rusia. En las proximidades se extrae petróleo. La única empresa que extrae yodo en Rusia se halla en la stanitsa (Troitski yodni zavod).
La localidad cuenta con un pequeño aeródromo deportivo.

## Servicios sociales
La localidad cuenta con una escuela media (n.º 57), un jardín de infancia y una Casa de Cultura. En la stanitsa se formó un coro público Troitskiye Spivuny.